# Real Academia Espanhola
A Real Academia Espanhola (em castelhano Real Academia Española; RAE) é uma academia fundada em Madrid em 1714 que tem, entre outras funções, a tutela oficial da língua castelhana. Participam dessa academia, assim como na Academia Brasileira de Letras, grandes linguistas e escritores de Língua Espanhola.

## Membros
. 

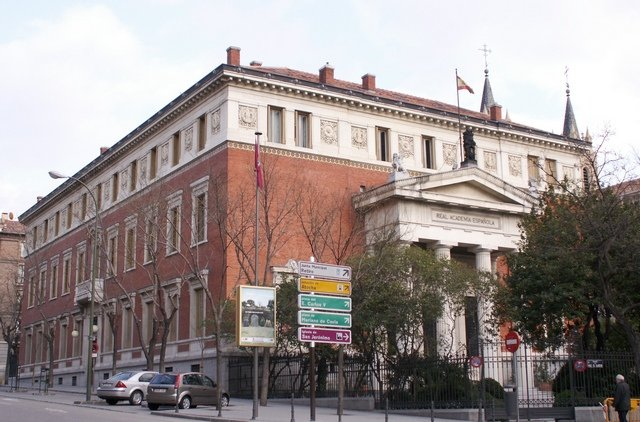
Sede da RAE na rua Filipe IV, 4, no bairro madrilenho de Los Jerónimos

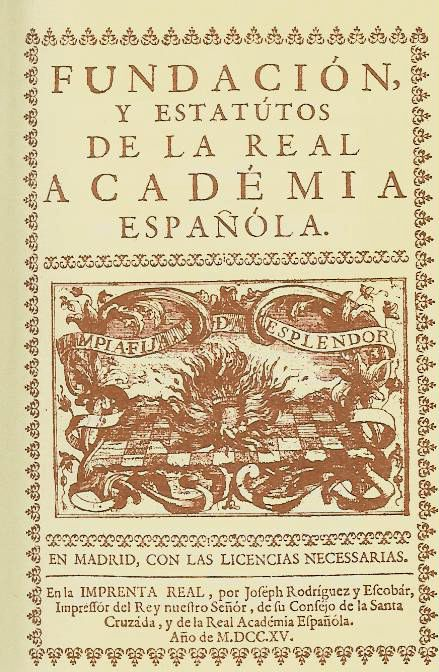
Frontispício: Fundación y estatutos de la Real Academia Española (1715) (Fundação e estatutos da Real Academia Espanhola)

Os 46 membros da Academia são eleitos de forma vitalícia. Cada acadêmico tem uma cadeira e é identificado com uma letra do alfabeto (tanto maiúsculas, como minúsculas). Novos acadêmicos são eleitos somente após decorridos no mínimo seis meses da morte do anterior ocupante.
Lista de acadêmicos por ordem de admissão:
| - (H) Martín de Riquer (1965), filólogo e historiador - (M) Carlos Bousoño (1980), poeta e crítico literário - (A) Manuel Seco (1980), filólogo - (O) Pere Gimferrer (1985), poeta, ensaísta e tradutor - (q) Gregorio Salvador (1987), filólogo - (p) Francisco Rico (1987), historiador e filólogo - (s) José Luis Pinillos (1988), psicólogo e ensaísta - (J) Francisco Nieva (1990), dramaturgo e escritor - (d) Francisco Rodríguez Adrados (1991), filólogo e helenista - (c) Víctor García de la Concha (1992), historiador da Literatura. Diretor honorário - (U) Eduardo García de Enterría (1994), jurista - (l) Emilio Lledó (1994), filósofo - (C) Luis Goytisolo (1995), escritor - (L) Mario Vargas Llosa (1996), escritor e ensaísta - (u) Antonio Muñoz Molina (1996), escritor - (V) Juan Luis Cebrián (1997), jornalista, escritor e empresário - (t) Ignacio Bosque (1997), lingüista - (K) Ana María Matute (1998), escritora - (ñ) Luis María Anson (1998), jornalista e empresario - (I) Luis Mateo Díez (2001), escritor - (N) Guillermo Rojo (2001), lingüista - (k) José Antonio Pascual (2002), lingüista. - (E) Carmen Iglesias (2002), historiadora - (i) Margarita Salas (2003), bioquímica - (T) Arturo Pérez-Reverte (2003), escritor e jornalista - (G) José Manuel Sánchez Ron (2003), físico e historiador da Ciência | - (j) Álvaro Pombo (2004), escritor - (o) Antonio Fernández Alba (2006), arquiteto e ensaísta - (X) Francisco Brines (2006), poeta - (h) José Manuel Blecua Perdices (2006), filólogo. Diretor da RAE - (a) Pedro García Barreno (2006), médico e ensaísta - (S) Salvador Gutiérrez Ordóñez (2008), lingüista - (R) Javier Marías (2008), escritor e tradutor - (D) Darío Villanueva (2008), filólogo e crítico literário. - (m) José María Merino (2009), escritor. - (g) Soledad Puértolas (2010), escritora - (P) Inés Fernández-Ordóñez (2011), filóloga - (Q) Pedro Álvarez de Miranda (2011), filólogo e lexicógrafo - (e) Juan Gil Fernández (2011), latinista e medievalista - (f) José B. Terceiro (2012), economista - (r) Santiago Muñoz Machado (2013), jurista - (b) Miguel Sáenz (2013), tradutor e jurista - (Z) José Luis Gómez (2011), ator e diretor teatral - (n) Carme Riera (2012), escritora - (B) Aurora Egido (2013), filóloga |